# Bitcoin Foundation
Bitcoin Foundation — організація, зареєстрована Службою внутрішніх доходів США в Сіетлі в якості благодійного фонду (це означає, що членські внески враховуються як витрати на бізнес, але не як благодійні пожертви). Фонд був заснований у вересні 2012 року із заявленими статутними цілями «стандартизація, захист і заохочення використання криптографічних засобів Біткойн на благо користувачів у всьому світі». Організаційна модель фонду розроблена за аналогією з Linux Foundation, і фінансується в основному за рахунок грантів комерційних компаній, які залежать від технології Bitcoin.
Контактною адресою служби підтримки організації заявлено будівля Bank of America, розташована за адресою Washington, D. C. 700 13th Street NW, Suite 600 Washington, DC 20005 USA.
Згідно установчої документації фонду, його засновниками є Гевін Андресен, Чарльз Шрем, Марк Карпеліс, Пітер Весснес, Роджер Вер і Патрік Мерк. Члени чинного складу Ради директорів діляться на три категорії: членів-засновників, членів-представників виробництва та індивідуальних членів. Нинішній склад Ради директорів включає представників всіх згаданих категорій.
Головний розробник Bitcoin Гевін Андресен має статус «головного наукового фахівця» (англ. chief scientist).
У червні 2013 року Bitcoin Foundation опинився в центрі уваги ЗМІ після того, як Каліфорнійський департамент фінансових інститутів (фінансовий регулятор) звернувся до нього з проханням «утриматися від проведення фінансових транзакцій в цьому штаті», а фонд опублікував свою розгорнуту відповідь на ці вимоги.
У листопаді 2013 року, Патрік Мерк, головний юрисконсульт Bitcoin Foundation, виступав перед комітетом Сенату, створеним для вивчення питання про цифрові валюти, при цьому законодавці оцінили Bitcoin в цілому позитивно.
У березні 2014 року фонд найняв Джима Харпера з Інституту Катона, щоб допомогти йому вирішувати політичні питання та співпрацювати з урядом на посаді радника з питань глобальної політики, а також найняв Емі Вайс з Weiss Public Affairs в якості медіа-консультанта. У липні 2014 року фонд найняв лобістську фірму Thorsen French Advocacy для роботи над створенням сприятливого регуляторного середовища в США для біткойна. Деякі лібертаріанські прихильники біткойна критикували стратегію організації з політичного лобіювання та участі у федеральних регуляторних органах. Станом на червень 2022 року організація є активною. Її податковий статус 501(c)(6) був анульований Податковою службою 15 травня 2022 року.

## Критика
Bitcoin Foundation неодноразово піддавався критиці з боку рядових членів спільноти Bitcoin, які звинувачували фонд у тому, що він представляє «лише великий бізнес, а не інтереси фактичних користувачів Bitcoin …», а також бере «активну участь у змові з правоохоронними органами, щоб отримати схвалення з боку законодавців». Представники академічної спільноти, зі свого боку, звинувачували фонд у непрофесіоналізмі, заявляючи, що «Bitcoin Foundation не виконує ролі захисника системи, яка залишається вразливою і ненадійною».